# Convergència Balear
Convergència Balear (CB) fou un partit polític de les Illes Balears fundat el 1991 per Josep Melià i Pericàs i Lluís Pinya, de la fusió de Centristes de Balears i Unió Balear. La seva ideologia era nacionalista moderada i centrista. A les eleccions municipals de 1991 va obtenir 4.988 vots i 11 regidors: tres a Pollença, dos a Manacor i Artà, i un a Alcúdia, Llubí, Montuïri i Sant Llorenç des Cardassar.
A les eleccions al Parlament de les Illes Balears de 1991 va obtenir 5.593 vots (1,63%) i cap escó. Aquest fracàs el va empentar el 1993 a integrar-se en Unió Mallorquina. Un sector del partit, però, es va presentar a les eleccions al Parlament de les Illes Balears de 1995, però només va obtenir 1.600 vots (0,43%).